# Fridolin Karl Puhr
Fridolin Karl Puhr (ur. 30 kwietnia 1913, zm. 31 maja 1957) – SS-Hauptsturmführer, dentysta, lekarz SS w obozach koncentracyjnych Dachau i Oranienburg.
Austriak z pochodzenia. Członek NSDAP (nr 6206449) i SS od czerwca 1937 (nr 295858). W 1939 roku zgłosił się na ochotnika do Luftwaffe, ale 15 lipca 1940 roku przeniesiono go do Waffen-SS.
W latach 1941–1943 pełnił służbę w 3 Dywizji SS-Totenkopf. W 1944 roku służył w 16 Dywizji "Reichsführer-SS" i w tym samym roku (15 grudnia) został przeniesiony na stanowisko lekarza obozowego w Dachau. Następnie pełnił podobną funkcję w obozie w Oranienburgu.
W procesie załogi Dachau skazany przez amerykański Trybunał Wojskowy na karę śmierci przez powieszenie, którą zamieniono jednak następnie na 10 lat pozbawienia wolności. Z więzienia w Landsbergu zwolniony został 28 czerwca 1950 roku.